# Karun (rzeka)
Karun, starożytne Eulajos – rzeka w południowo-zachodnim Iranie długość około 860–890 km. Największa rzeka Iranu. Źródła w górach Zagros. Tworzy dwie odnogi, jedna uchodzi do Szatt al-Arab i z nią wpada do Zatoki Perskiej, druga wpada do niej płynąc dalej.
Swój początek Karun bierze w górach Zagros, około 75 km na zachód od Isfahan. Odległość od źródła do ujścia wynosi około 250 km; całkowita długość rzeki to 860–890 km (według innego źródła około 800 km). Powierzchnia dorzecza wynosi blisko 60 tys. km². Żeglowna w dolnym biegu.
Jej bieg można podzielić na 3 etapy: pierwszy od źródła do okolic Gotwand, drugi od Gotvand poprzez Szusztar do miejsca, gdzie styka się z dopływem – Dez, trzeci od miejsca łączenia z Dez po ujście. Pod koniec rzeka tworzy dwie odnogi, jedna wpływa do Szatt al-Arab, zaś druga do Zatoki Perskiej. Dwie równoległe odnogi formują wyspę Abadan.

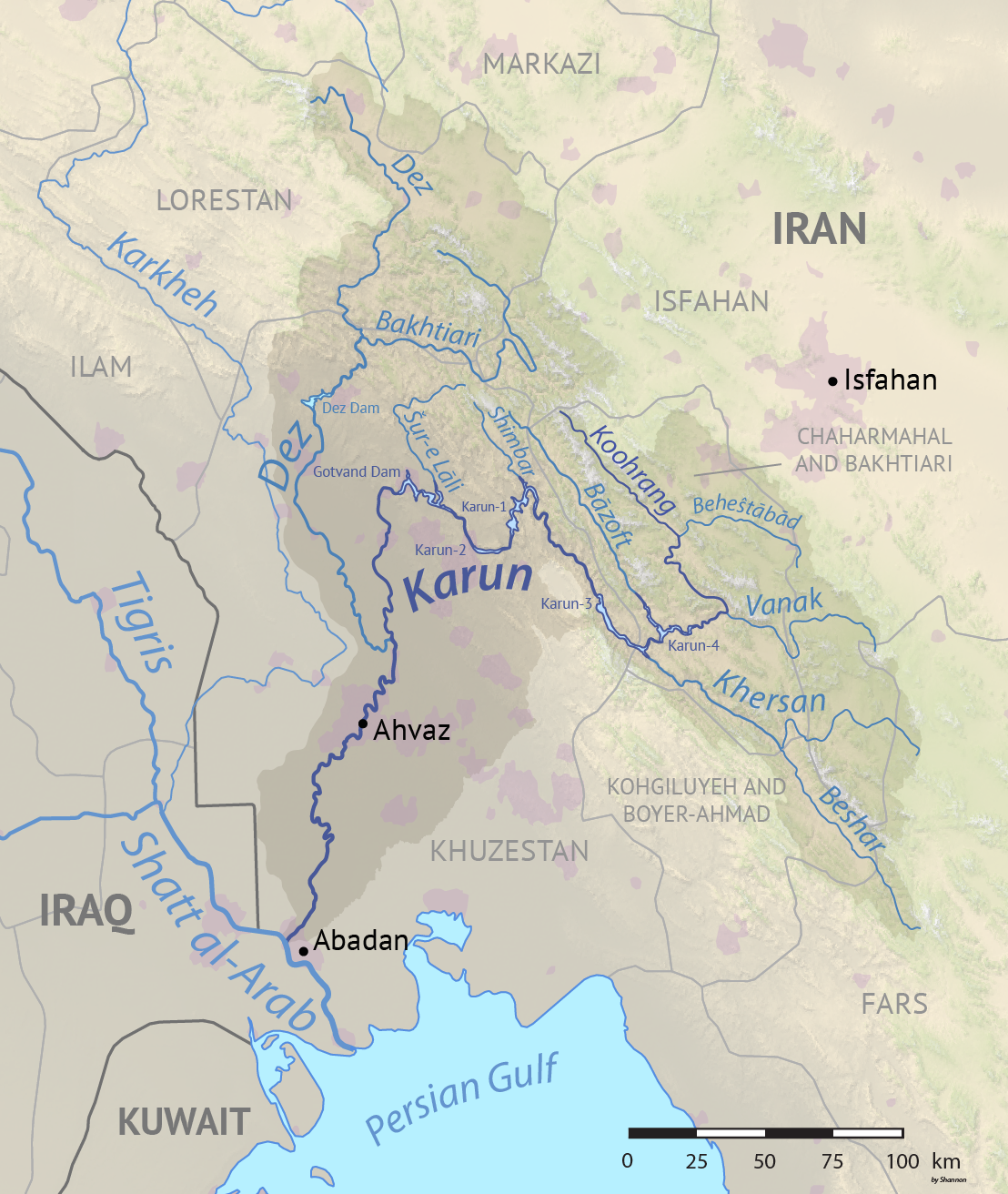
Zlewisko rzeki Kaurun